# Assembleia de Londres
A Assembleia de Londres (em inglês:  London Assembly) é uma instituição legislativa inglesa da Grande Londres.
O corpo eleito, pertencente à Autoridade Maior (Greater London Authority), analisa as atividades do Prefeito e tem o poder, caso obtenha maioria de dois terços, de alterar o Orçamento Anual do Prefeito. A Assembleia foi estabelecida em 2000 e está sediada na Prefeitura, na parte sul do rio Tâmisa, perto da Bridge Tower (Ponte da Torre). A Assembleia está também autorizada a investigar outras questões importantes para os londrinos, publicar suas descobertas e recomendações, e fazer propostas ao Prefeito.

## Porta de entrada para o Parlamento
Embora o poder da Assembleia seja razoavelmente limitado, o órgão está cada vez mais sendo visto como uma porta de entrada para o Parlamento. Desde sua criação, seis de seus membros foram eleitos para a Casa dos Comuns: David Lammy, Meg Hillier, Diana Johnson, Andrew Pelling, Bob Neill e Lynne Featherstone.

## Composição
A Assembleia de Londres compreende 25 membros, eleitos pelo Sistema de Membro Adicional. As eleições ocorrem a cada quatro anos - ao mesmo tempo que as eleições para Prefeito. Há catorze círculos eleitorais e cada um elege um membro, além de 11 outros membros eleitos a partir de uma lista do partido, para que a composição da Assembleia seja proporcional aos votos dos partidos de toda a Londres. Os partidos devem ganhar com um mínimo de 5% dos votos.
A sua atual composição tem o Partido Trabalhista com mais assentos (12), além do Partido Conservador (8), o Verde (2) e os Liberais Democratas (2).